# Ontharingscrème
Ontharingscrème is crème die wordt gebruikt voor het verwijderen van haren op diverse lichaamsdelen. Vaak bevat het thioglycolzuur, zodat het haar gemakkelijk bij het haarzakje kan worden afgebroken.

## Verwerking
De crème dient op de huid te worden gesmeerd en na een korte inwerktijd met een spatel van de huid te worden verwijderd.

## Voordelen
De voordelen van ontharingscrème boven andere ontharingsmiddelen zijn:
- goedkoop
- snel
- kan zelf worden aangebracht

## Nadelen
De nadelen van ontharingscrème zijn onder andere
- haargroei komt doorgaans met 2 tot 5 dagen weer terug
- kan vaak niet in het gezicht gebruikt worden
- minder effectief dan een scheermesje, het resultaat is doorgaans minder glad en zal vaker herhaald moeten worden
- de crème kan een bron van huidirritatie zijn